# Силвер Беј (Минесота)
Силвер Беј (енгл. Silver Bay) град је у америчкој савезној држави Минесота.

## Демографија
По попису из 2010. године број становника је 1.887, што је 181 (-8,8%) становника мање него 2000. године.
| Група             | 2000.         | 2010.         |
| Белци             | 2.014 (97,4%) | 1.834 (97,2%) |
| Афроамериканци    | 1 (0,0%)      | 4 (0,2%)      |
| Азијати           | 3 (0,1%)      | 5 (0,3%)      |
| Хиспаноамериканци | 14 (0,7%)     | 17 (0,9%)     |
| Укупно            | 2.068         | 1.887         |